# Damballa

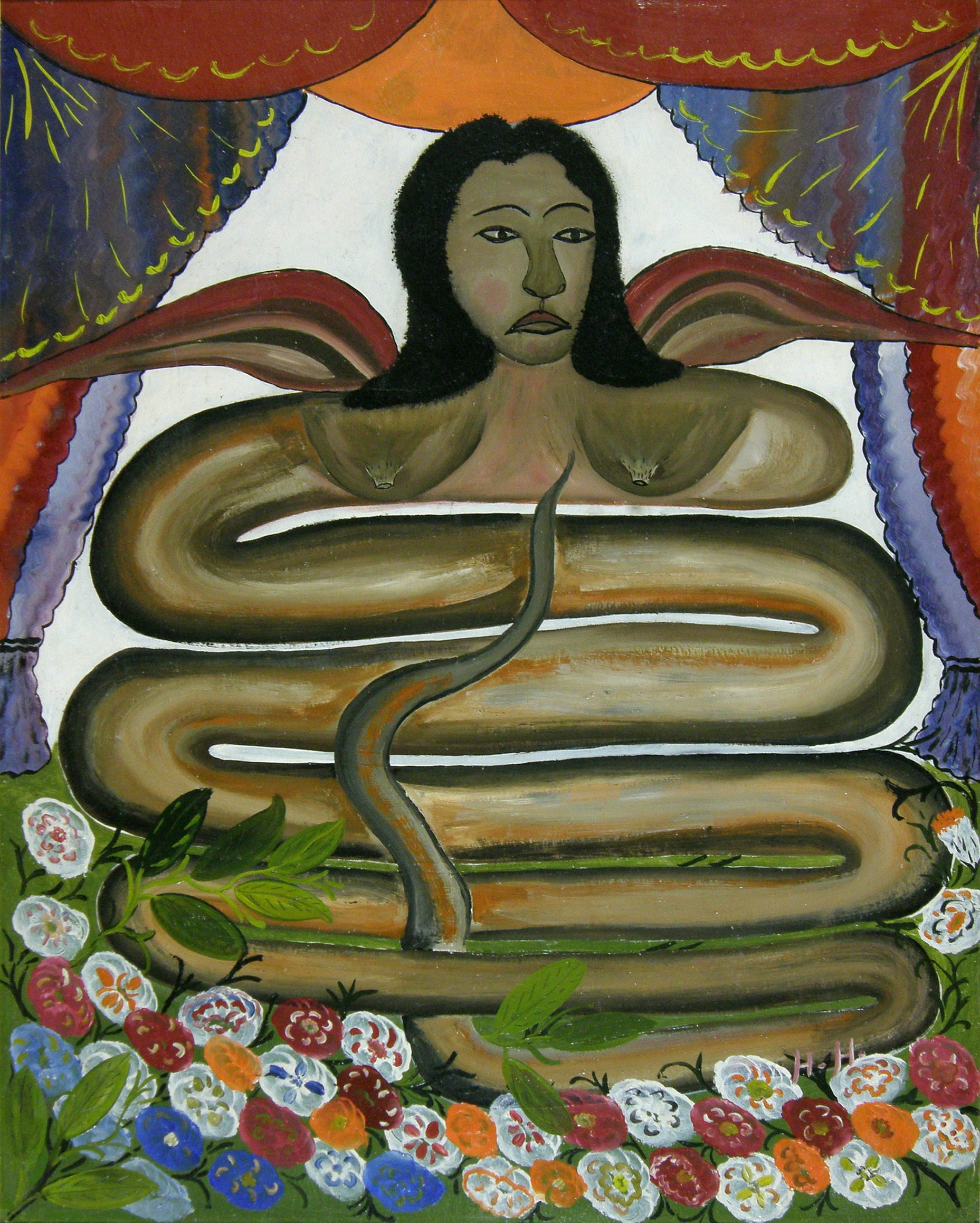
Damballah La Flambeau, de l'artista haitià Hector Hyppolite.

Damballa, també conegut con Damballah (en crioll haitià: Danbala) és un dels més importants dels loas, esperits de la religió vodú. Se'l considera el pare celestial i el creador primigeni de tota vida. Governa la ment, l'intel·lecte i l'equilibri còsmic. La seva substància sagrada és el rom blanc. Damballa, com a serp espiritual i Gran Mestre, creà el cosmos usant 7000 anells per a col·locar les estrelles i els planetes en el cel i formar els turons i valls sobre la terra. Amb el canvi de pell del seu cos de serp creà totes les aigües de la terra.
Damballa se sincretitza amb diferents figures del cristianisme, com són Sant Patrici, Crist el Redemptor, Nostra Senyora de la Pietat o Moisès.
L'esposa de Damballa és Ayida-Weddo, mentre que la seva concubina és Erzulie Freda.